# Casimir VI van Pommeren
Casimir VI (IX) (22 maart 1557 – Neuhausen bij Rügenwalde, 10 mei 1605) was van 1574 tot 1602 administrator van Kammin. Van 1602 tot zijn dood in 1605 bestuurde hij nog de ambten Rügenwalde en Bütow in het hertogdom Pommeren-Stettin.  

## Biografie
Casimir VI was de jongste zoon van hertog Filips I van Pommeren-Wolgast en Maria van Saksen. Omdat zowel Casimir als zijn oudere broers nog minderjarig waren toen hun vader in 1560 stierf, nam een regentschapsraad onder leiding van hofmaarschalk Ulrich von Schwerin de regering waar. In 1569 deed Casimirs oom Barnim IX, de hertog van Pommeren-Stettin, troonsafstand. Hierdoor erfden de vijf zoons van Filips I heel Pommeren, dat ze echter direct onder elkaar verdeelden. Volgens het erfverdrag van Jasenitz, dat op 25 juli 1569 gesloten werd, kreeg Johan Frederik het hertogdom Pommeren-Stettin en Ernst Lodewijk het hertogdom Pommeren-Wolgast. De broers spraken af dat Casimir, zodra hij meerderjarige geworden was, het bestuur over het prinsbisdom Kammin zou krijgen. In 1574, toen Casimir zeventien jaar oud was, deed zijn broer Johan Frederik afstand van het prinsbisdom en nam Casimir de regering in het gebied over.
Als administrator van Kammin was Casimir regelmatig in conflict met de stad Kolberg. Het bestuur over het prinsbisdom liet Casimir vooral aan zijn raadgevers over: de hertog hield zich liever bezig met vissen, feesten en reizen. In 1578 ondernam hij een grand tour door Italië en de Nederlanden. In 1602 deed Casimir afstand van Kammin ten gunste van zijn neef Frans. In plaats daarvan nam hij het bestuur over de ambten Rügenwalde en Bütow over van zijn broer Barnim X die in 1600 hertog van Pommeren-Stettin geworden was. Toen Barnim in 1603 overleed zou Casimir hem opvolgen, maar vanwege ziekte zag hij af van de opvolging. In december 1604 zag hij definitief af van zijn rechten. 
Casimir VI stierf op 10 mei 1605 aan de pokken. Hij stief ongehuwd en kinderloos. Casimir VI werd bijgezet in de Slotkerk van Stettin.